# Escalope à la milanaise
Pour les articles homonymes, voir Escalope et Milan (homonymie).
L'escalope à la milanaise ou escalope milanaise ou côtelette à la milanaise (cotoletta alla milanese, en italien, co(s)toleta a la milanesa en langue lombarde, du français « côtelette ») est une spécialité culinaire des cuisine milanaise, cuisine lombarde et cuisine italienne, à base de côtelette ou d'escalope panée de viande de veau (variété de cotoletta traditionnellement prise dans le faux-filet). Elle aurait été introduite à Milan par les Français lors des guerres napoléoniennes et est devenue un des emblèmes culinaires de la ville, avec les risotto à la milanaise, panettone et polenta. Elle est traditionnellement cuite au beurre, et généralement servie avec des légumes ou salade, avec éventuellement du jus de citron. En Italie, ce mets ne se sert pas avec des pâtes.

## Histoire

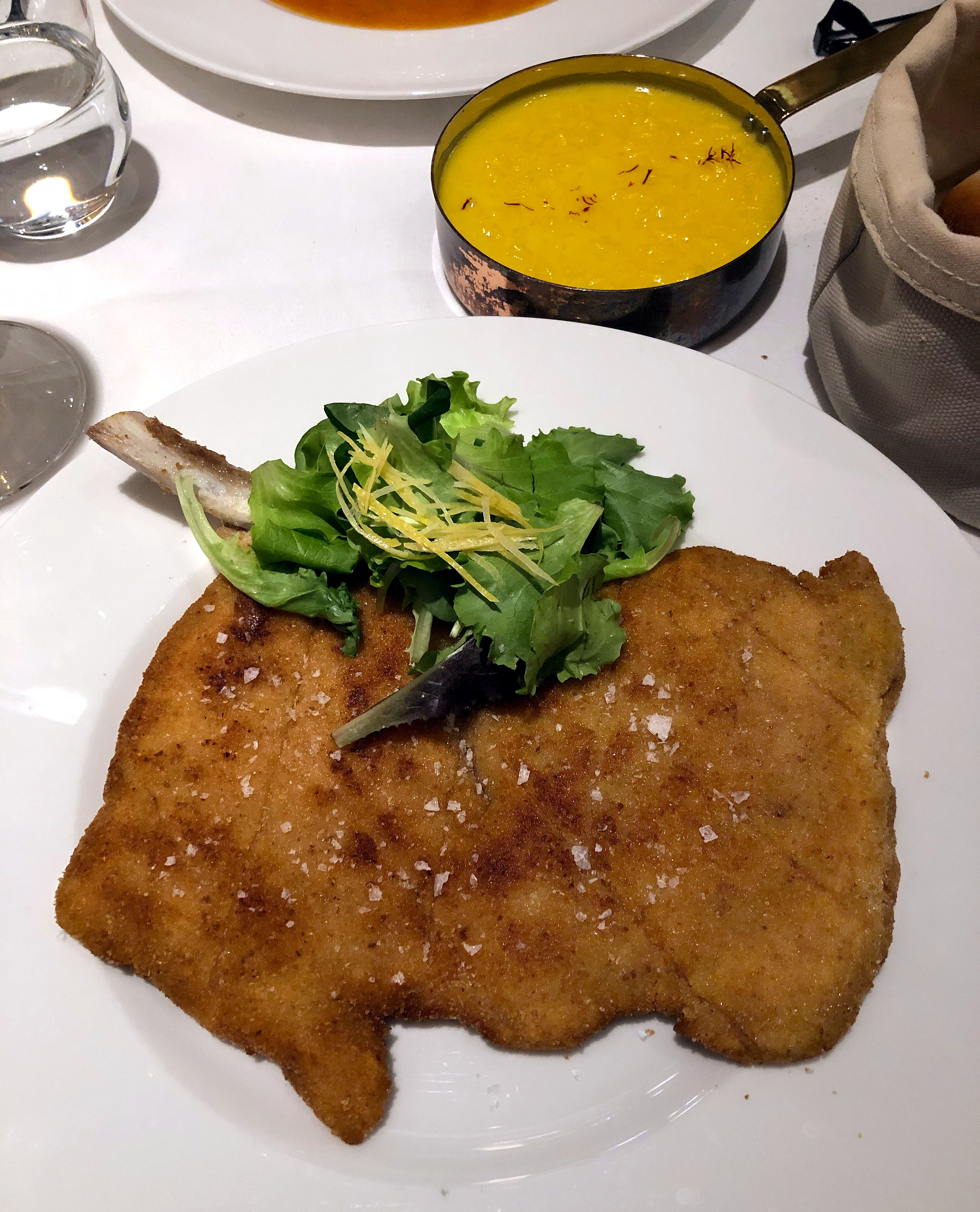
Côtelette à la milanaise.

Selon la municipalité de la ville de Milan, la plus ancienne mention connue d'escalope dans la cuisine milanaise remonterait au plat de lombolos cum panitio (longes avec pain, en latin) contenu dans la liste des plats du déjeuner des chanoines mentionnés lors d'un banquet de 1134 pour le chanoine de la basilique Saint-Ambroise de Milan,, une description rapporté par Pietro Verri, historien lombard du XVIIIe siècle : « Pullos frigidos, gambas de vino, et carnem porcinam frigidam : in secunda, pullos plenos, carnem vaccinam cum piperata, et turtellam de lavezolo : in tertia, pullos rostidos, lombolos cum panitio, et porcellos plenos » (en latin : « poulets froids, crevettes au vin et charcuterie ; dans le second, poulets entiers, bœuf au poivre et tortilla de lavezolo ; dans le troisième, poulets rôtis, longes avec pain et porcs entiers »). Cependant, on ne sait pas si la viande mentionnée était panée ou si le nom fait référence a une viande servie avec du pain à part, lombolos cum panitio peut se traduire par « longes avec pain ». C'est sur la base de cette citation que la municipalité de Milan a attribué le 17 mars 2008 la « dénomination municipale » (De.Co.) à la costoletta milanaise,,.
Des écrits de la cuisine de la Rome antique du Ier siècle av. J.-C. environ, indiquent que les Romains appréciaient les plats de viande en fines tranches, panées et frites. 

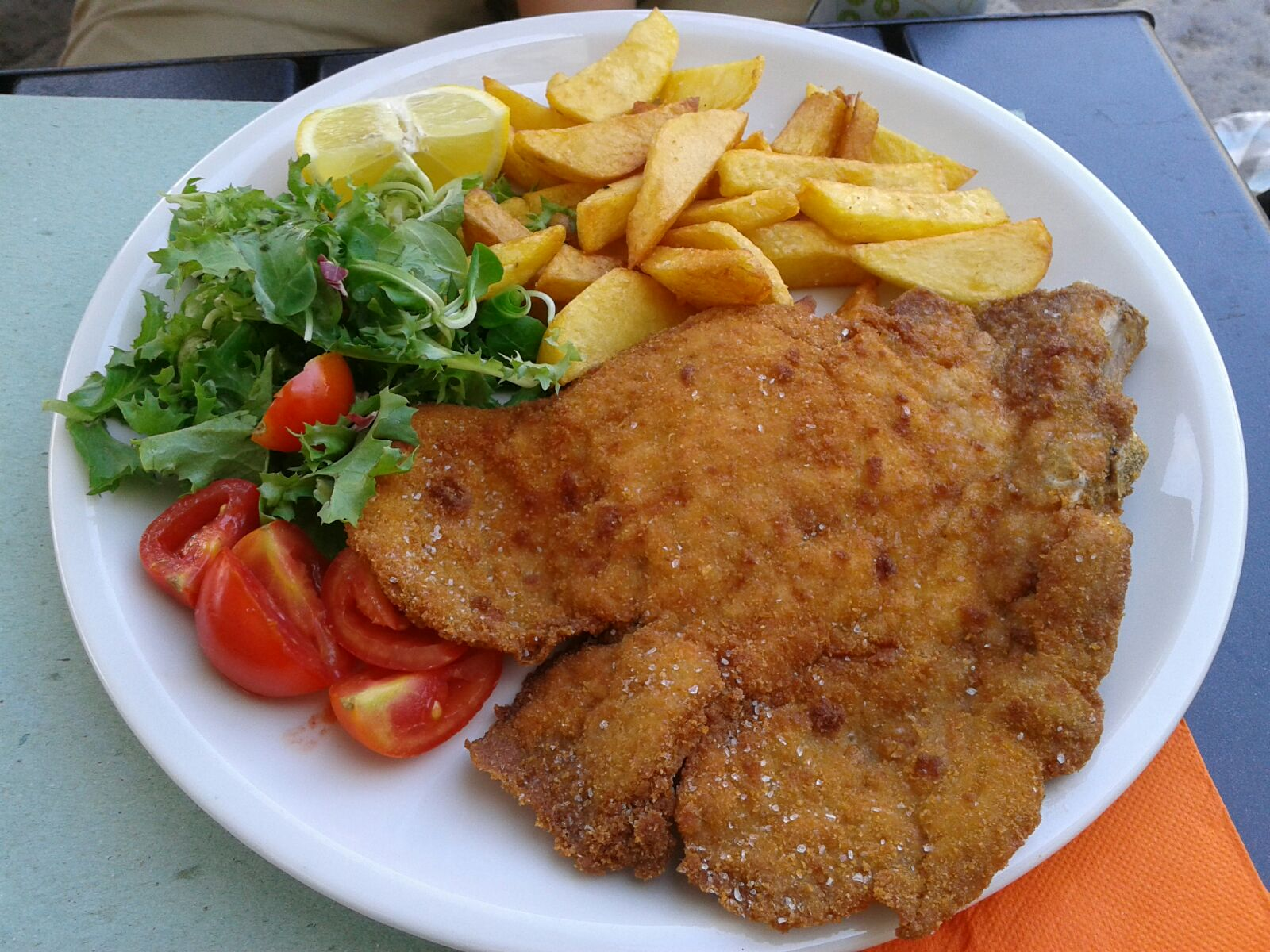
Escalope à la viennoise.

L'escalope est au centre d'une querelle académique entre la cuisine italienne, qui la considère précisément comme milanaise, et la cuisine autrichienne, selon laquelle elle n'est qu'une version de l'escalope à la viennoise (Wiener Schnitzel) préparée en Autriche vers le XIXe siècle. Peut-être que des versions de Schnitzel antérieures à la milanaise existaient déjà en Autriche, mais farinées et non panées : c'est ce que suggèrent les notes en marge d'un rapport du maréchal autrichien Joseph Radetzky, qui rapporte des informations sur une escalope cuite à Milan qui est passée auparavant dans l'œuf, puis frite au beurre, et qui, contrairement à la viennoise, est panée. Selon la thèse italienne, le maréchal Radetzky aurait fait connaitre à l'empire d'Autriche cette recette découverte dans le royaume de Lombardie-Vénétie, dont il fut le gouverneur de 1848 à 1857.
Dans l'ouvrage culinaire La Science du maître d'hôtel cuisinier (1749) le Français Menon évoque des côtelettes panées et frites, même si celles-ci sont marinées dans du beurre fondu, des clous de girofle et divers aromates. Cette recette serait arrivée à Milan lors des guerres napoléoniennes (1803-1815) sous le nom de cotelette Rivoluzione francese (côtelettes Révolution française). Sa version, l'escalope parisienne, est présentée à l'Exposition universelle de Paris de 1889.
Selon l'historien Massimo Alberini, l'escalope milanaise dérive de cette recette française,  ce qui expliquerait pourquoi en italien elle est nommée cotoletta qui est un mot d'origine française.

## Préparation

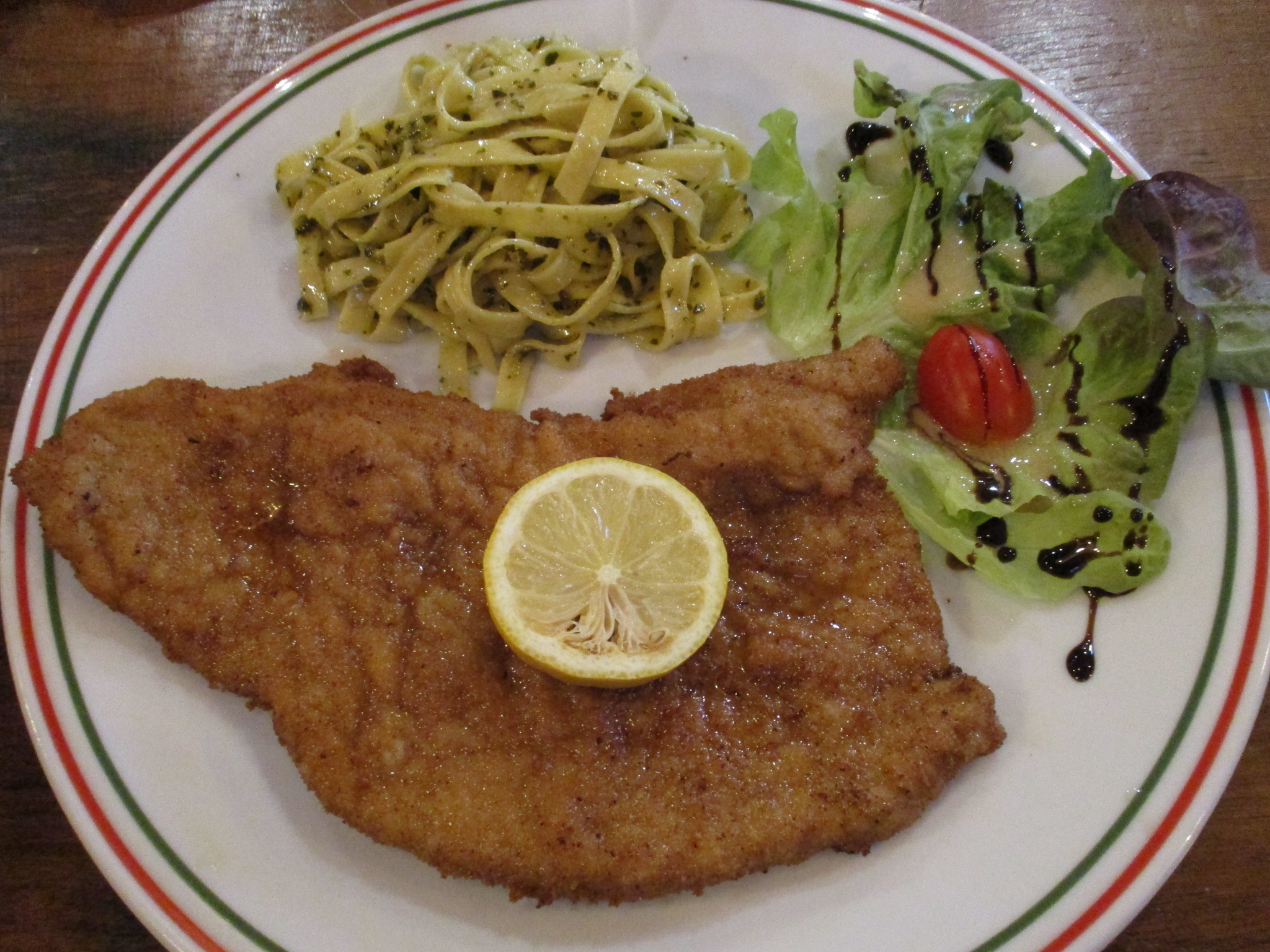
Escalope à la milanaise, servie en France avec des pâtes au pesto, citron et salade au vinaigre balsamique.

Traditionnellement, l'escalope est constituée d'une tranche de longe de veau sur l'os, panée et frite au beurre, qui est finalement versé sur l'escalope. Les versions modernes ont tendance à éviter cette dernière étape et à remplacer le beurre par des tranches de citron qui sont pressées par le convive une fois le plat servi.
La version traditionnelle, plus ancienne, dans laquelle la viande reste moelleuse et doit conserver une belle couleur rosée près de l'os, a été flanquée ces dernières années d'une version plus fine, sans os, où la viande est battue jusqu'à ce qu'elle soit très fine avant panure. La saveur de la viande est ainsi fortement atténuée par la prédominance de la croûte très croustillante. Cette version est appelée oreggia d'elefant en milanais ou orecchia d'elefante en italien (oreille d'éléphant), en raison de la forme caractéristique qu'elle prend.

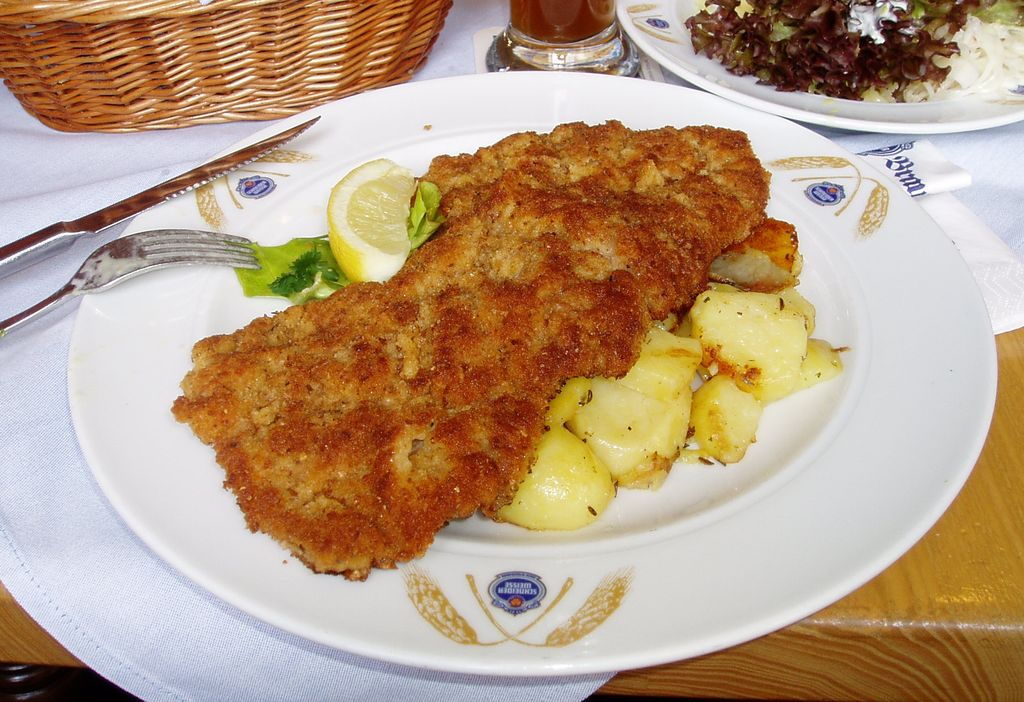
Escalope à la viennoise.

Le parfum de la panure et le moelleux de la viande sont le secret de l'escalope milanaise. En dosant savamment la panure, en choisissant les ingrédients (par exemple, une mie de pain blanc rassis mais pas vieux) et la température de la flamme, d'excellents résultats peuvent être obtenus. Une version récente de l'escalope, préparée surtout en saison estivale, consiste à la servir froide recouverte de tomates coupées en fines tranches et de roquette.
Les côtelettes de veau doivent être issues des cinq premières côtes, dans le carré de veau. Il faut conserver l'os pour un poids d'environ 350 g l'une. Elles peuvent être aplaties avec les mains pour obtenir une épaisseur de 2 à 3 cm ; la manière forte constitue à battre la viande avec un attendrisseur pour élargir la côtelette qui prend alors la forme d'une oreille d'éléphant. Le beurre clarifié, qui ne brûle pas à la cuisson, doit être privilégié. Le quartier de citron pour la rafraichir est courant, mais est peu traditionnel. Des légumes ou de la salade verte sont servis en accompagnement, mais en aucun cas des frites ou des spaghettis comme en France.

## Variantes

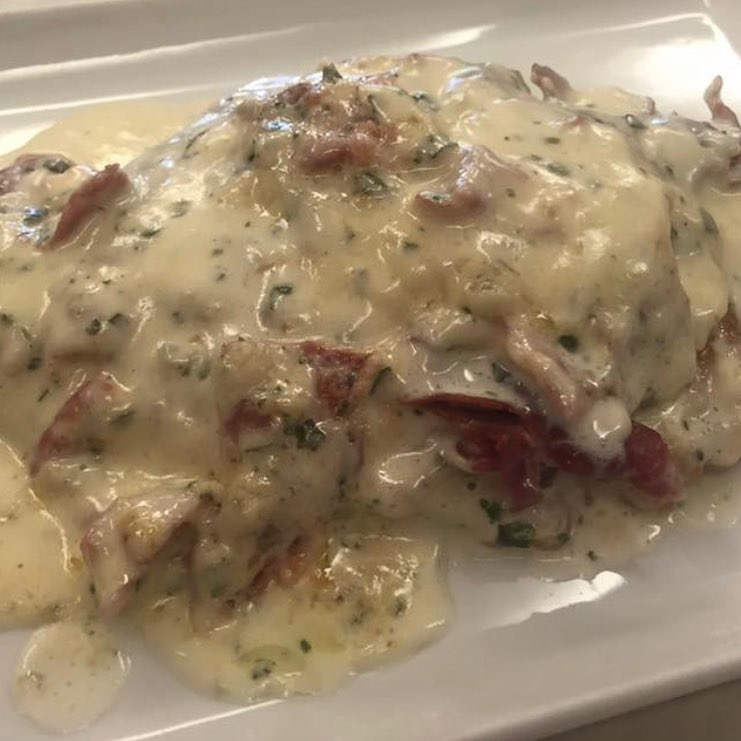
Cotoletta alla bolognese d'Émilie-Romagne, avec jambon de Parme et parmesan.

### Cotoletta alla bolognese
La cotoletta alla bolognese (en) d'Émilie-Romagne est enrichie après la friture de jambon de Parme (prosciutto di Parma) et de parmesan râpé, puis elle est revenue à la poêle avec du bouillon.

### Cotoletta alla palermitana
Dans cette spécialité sicilienne, la côtelette est badigeonnée à l'huile d'olive, recouverte d'une panure sans œuf, agrémentée de pecorini râpé et de persil haché, puis cuite au four ou grillée.

### Escalope à la viennoise
L'escalope à la viennoise (Wiener Schnitzel en allemand).  

### Escalope parisienne
L'escalope parisienne, variante sans chapelure.